# BBC Radio 4 Extra
BBC Radio 4 Extra – brytyjska stacja radiowa należąca do publicznego nadawcy BBC, dostępna w cyfrowym BBC National DAB i przekazie satelitarnym, w sieciach kablowych i w Internecie. Stacja nadaje głównie audycje mówione, przede wszystkim archiwalne. Prezentuje także materiały uzupełniające audycje emitowane na większej, siostrzanej antenie BBC Radio 4.

## Historia
Stacja została uruchomiona 15 grudnia 2002 jako BBC7. Wcześniej, gdy prowadzono prace przygotowawcze do jej uruchomienia, określano ją "Network Z" (w tym samym czasie mówiono też o Network Y, która później ruszyła jako BBC 6 Music, oraz Network X, czyli BBC Radio 1Xtra). 4 października 2008 nazwa stacji została zmieniona na BBC Radio 7, co było pokłosiem decyzji, aby podkreślić, jakiego typu jest to medium. W marcu 2011 ogłoszono, iż stacja - która od dłuższego czasu była zarządzana przez tego samego dyrektora, co BBC Radio 4 - zostanie jeszcze mocniej zintegrowana z "Czwórką" poprzez zmianę nazwy na BBC Radio 4 Extra. Na antenie nowa nazwa, ramówka i odżinglowanie weszły do użytku 2 kwietnia 2011, o godz. 6:00.  